# Rostest
 (août 2017).
Rostest, ou Rostest-Moscou (russe : Ростест, ou Ростест-Москва) est un centre de certification d'État russe qui établit et délivre des certificats de conformité. Elle assure le contrôle de la qualité et de la conformité d'une marchandise destinée à être commercialisée sur le territoire russe, dans les domaines aussi divers que les produits alimentaires, les jouets, les vêtements, l'équipement industriel et technologique, les matériaux de construction, les appareils et systèmes de mesure, et délivre pour ces produits des certificats de conformité.
La délivrance de certificats de conformité n'est pas l'exclusivité de Rostrest. Celle-ci peut se faire par des sociétés privées accréditées.